# Sven Bruhn
Sven Bruhn (* 30. Dezember 1961 in Freiburg im Breisgau) ist ein deutscher Sportwissenschaftler und Hochschullehrer.

## Leben
Nach dem 1981 in Freiburg bestandenen Abitur studierte Bruhn an der Albert-Ludwigs-Universität Freiburg bis 1994 Mathematik, Philosophie, Germanistik und Sportwissenschaft und legte 1994 das Staatsexamen für das höhere Lehramt an Gymnasien ab. Zwischen 1994 und 1999 war er als wissenschaftlicher Mitarbeiter an der Universität Stuttgart tätig, dort wurde 1999 seine Doktorarbeit im Fach Sportwissenschaft angenommen. Die Schrift trug den Titel „Funktionelle Stabilität am Kniegelenk“. 1999 erhielt Bruhn den „Michael-Jäger-Preis“ der deutsch-schweizerisch-österreichischen Gesellschaft für Orthopädie und Traumatologie im Sport.
Bruhn kehrte nach Freiburg zurück und hatte von 2000 bis 2002 an der Albert-Ludwigs-Universität Freiburg eine Stelle als wissenschaftlicher Mitarbeiter inne. Im Zeitraum 2002 bis 2004 war er an der Universität Rostock Vertretungsprofessor im Fach Trainingswissenschaft. Seine Habilitation (Titel: „Sensomotorisches Training und Bewegungskoordination“) legte er 2003 an der Albert-Ludwigs-Universität Freiburg vor, 2004 wurde Bruhn an der Universität Rostock zum ordentlichen Professor für Trainingswissenschaft ernannt.
Zu den Schwerpunktbereichen Bruhns wissenschaftlicher Arbeit gehören die Sensomotorik, er befasste sich eingehend mit der Sportart Short Track, unter anderem bezüglich Leistungsstrukturanalyse, einer Entwicklung und Evaluation eines Messschlittschuhes Balance- und Krafttrainings bei Kaderathleten dieser Sportart sowie „leistungsdeterminierender Faktoren/Auswirkungen von differenten Trainingsinterventionen“ im Short Track. Des Weiteren forschte er im Skisprung und trug zum „Handbuch Bewegungswissenschaft - Bewegungslehre“ bei.